# Albert Geyer

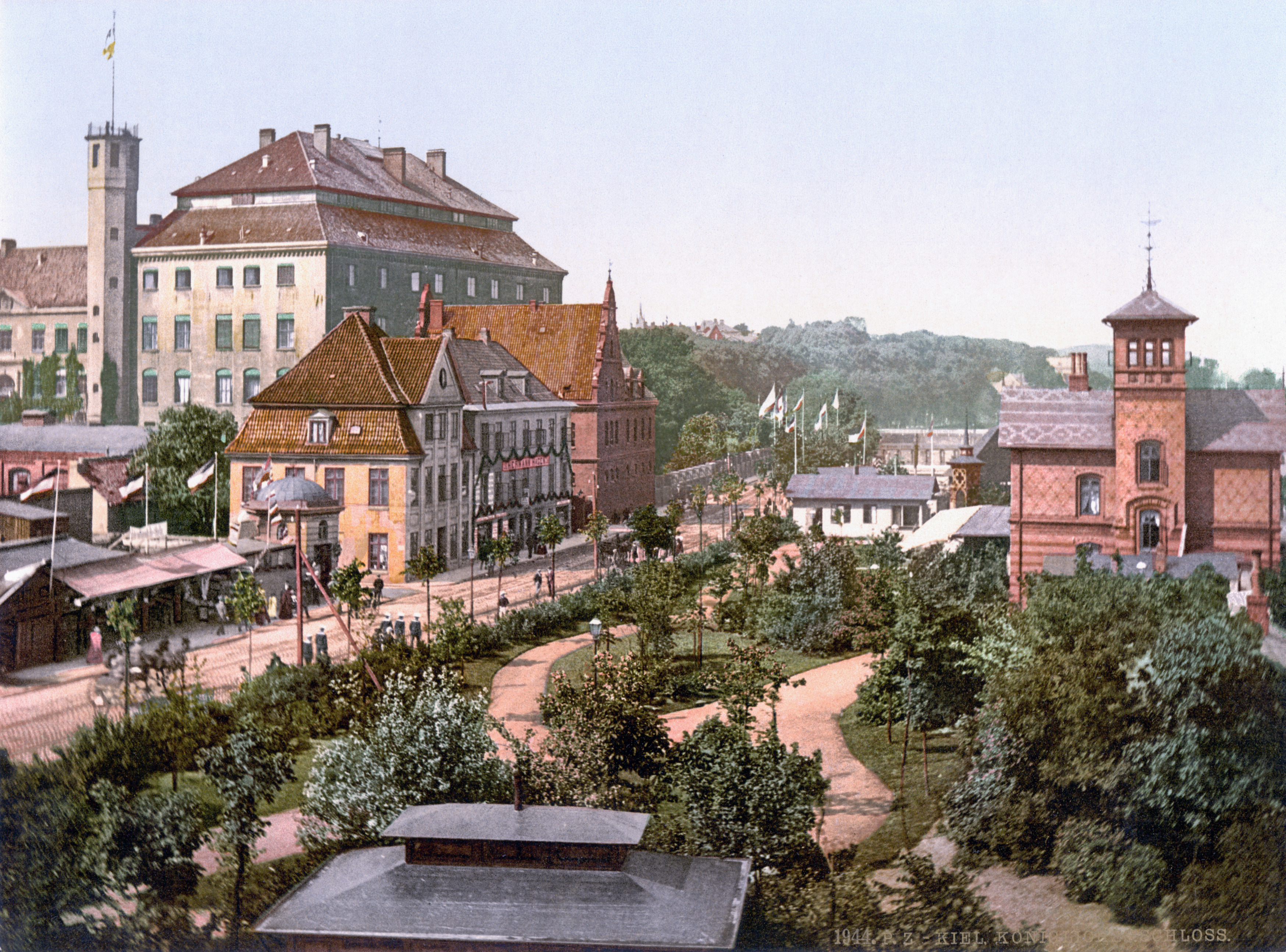
Zamek w Kilonii, ok. 1900

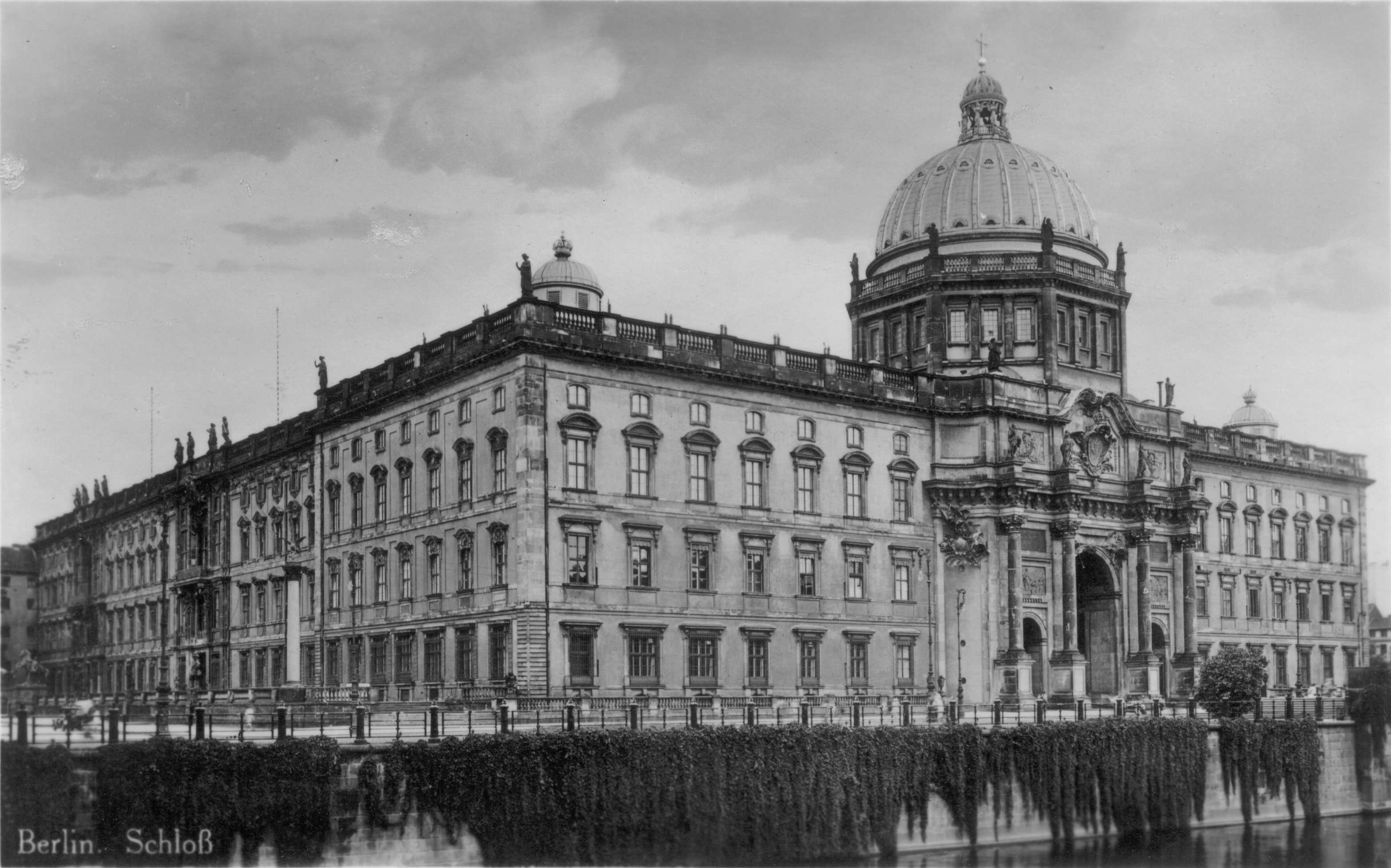
Zamek w Berlinie, ok. 1920

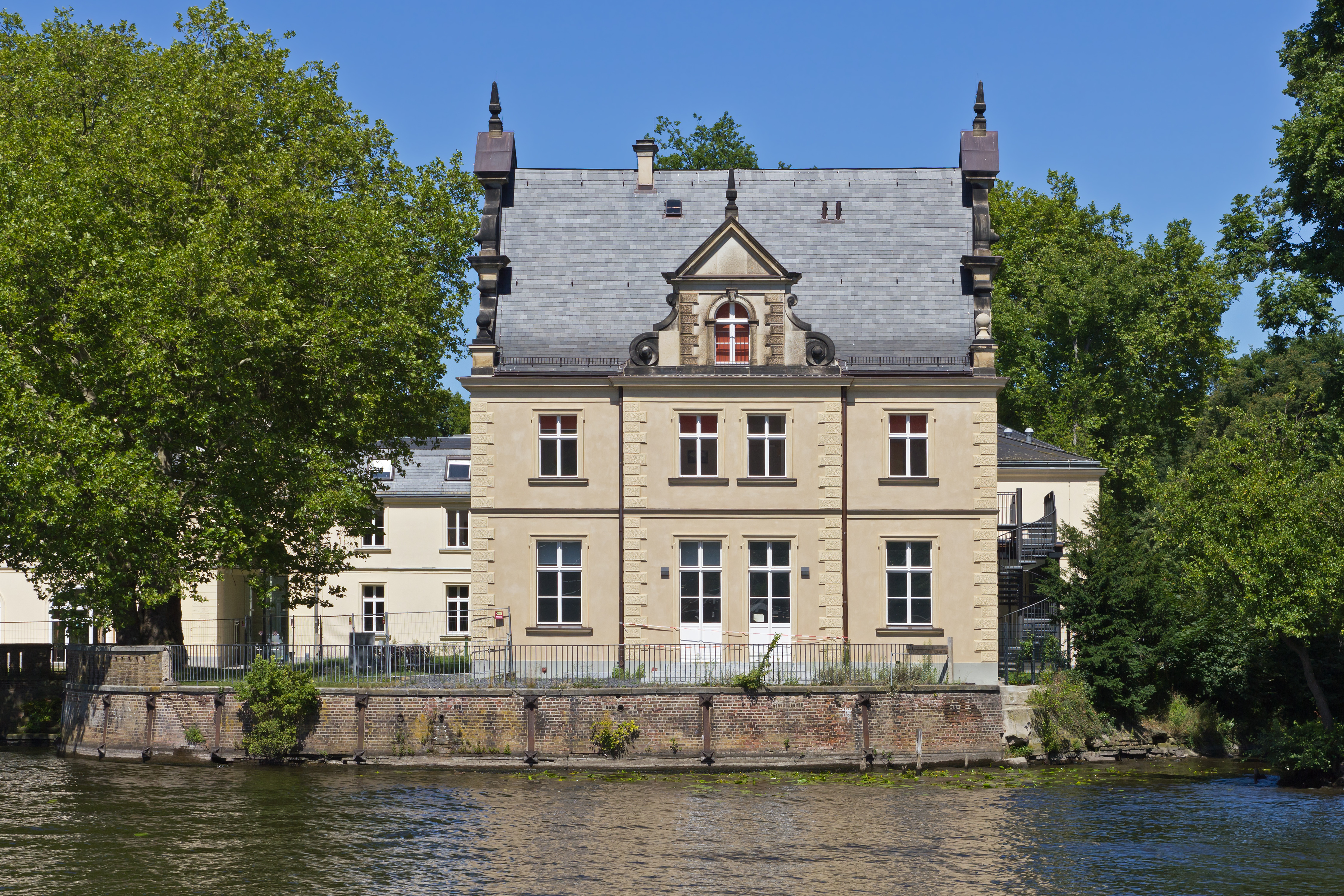
Pałacyk myśliwski Glienicke

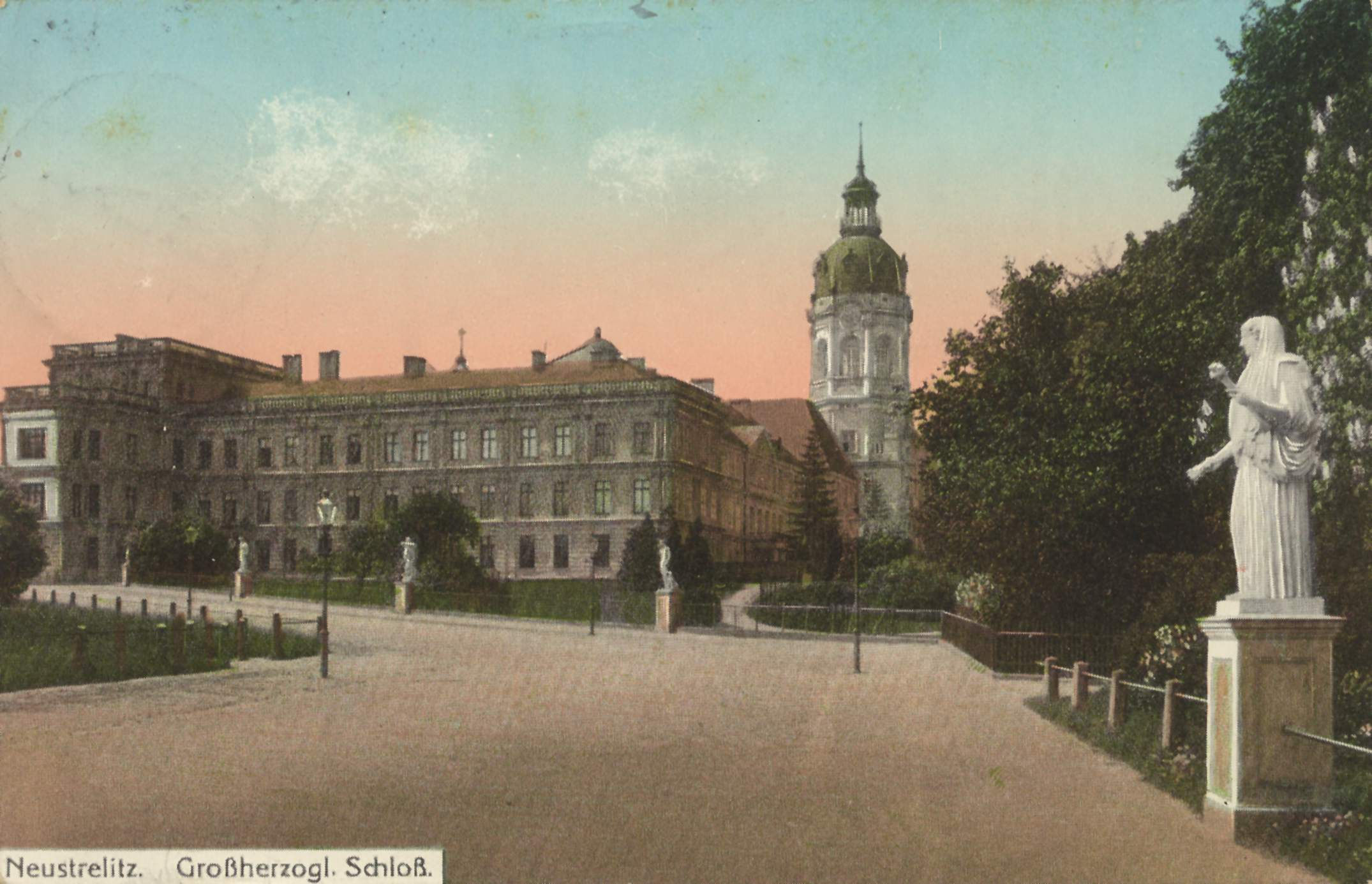
Zamek Neustrelitz

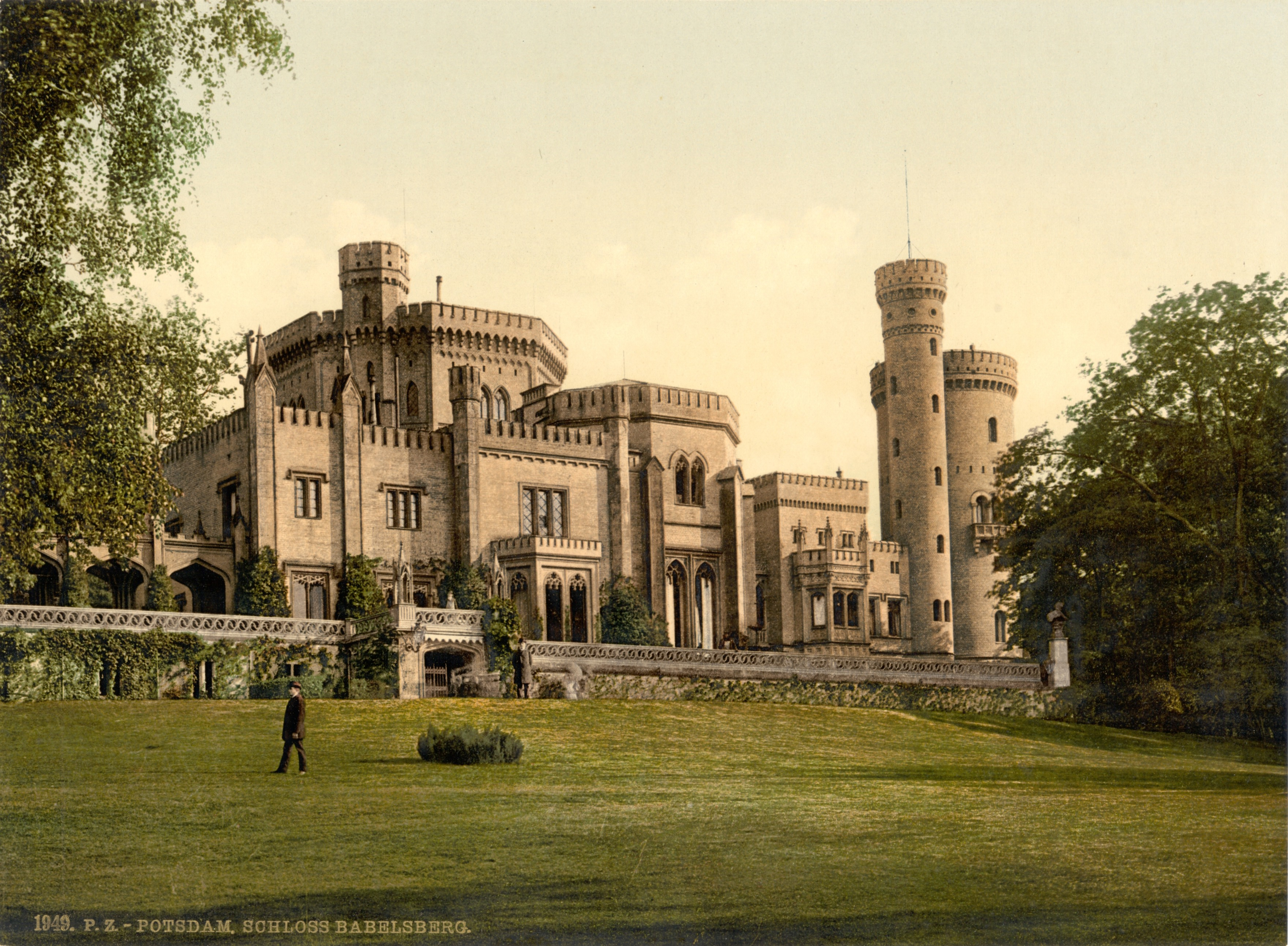
Zamek Babelsberg, ok. 1900

Albert Geyer (ur. 17 maja 1846 w Charlottenburgu, zm. 14 września 1938 w Berlinie) – niemiecki architekt i historyk sztuki.

## Życiorys
Geyer był synem nauczyciela i kaznodziei Ludwiga Geyera, bratem rzeźbiarza Otto Geyera. W wieku 19 lat zdał egzamin maturalny w znanym berlińskim gimnazjum humanistycznym (niem. Friedrich-Werderschen Gymnasium). Otrzymane stypendium umożliwiło mu podjęcie studiów na kierunku filozofii i matematyki na Uniwersytecie Humboldtów w Berlinie (1867–1869). W 1866 został powołany do armii pruskiej na front wojny siedmiotygodniowej.
Podczas studiów Geyer praktykował w biurze budowlanym Wilhelma Haegera, gdzie pracował przy projekcie nowego gmachu Reichsbanku. Praktyka była niezbędna, by podjąć studia architektoniczne na Akademii Budowlanej w Berlinie. Geyer rozpoczął tam naukę po powrocie z wojny francusko-pruskiej (1870–1871), którą zakończył w 1874. Egzamin na architekta złożył w 1880. Jego doskonałe wyniki w nauce przyniosły mu stypendium wyjazdowe na studia do Szwajcarii, Belgii, Francji oraz innych państw niemieckich. Po powrocie został zatrudniony przez Reinholda Persiusa (syna słynnego architekta Ludwiga Persiusa), by realizować jego prywatne projekty w Poczdamie.
W 1880 Geyer został członkiem Komisji Budowy Pałaców (niem. Schlossbaukomission), której był dyrektorem od 1909 aż do 1 kwietnia 1921, kiedy komisja została rozwiązana, a Geyer przeszedł na emeryturę. Za jego kierownictwa podjęto wiele prac modernizacyjnych, głównie bazując na planach nadwornego architekta Ernsta von Ihne.
Na emeryturze Geyer poświęcił się historii sztuki i architektury, pisząc m.in. monografię historii berlińskiego zamku. W latach 1922–1929 pozostawał przez trzy kadencje prezydentem Akademii Budownictwa, gdzie w 1913 otrzymał członkostwo nadzwyczajne.
Zmarł w wieku 92 lat i spoczął na słynnym cmentarzu Dorotheenstädtisch-Friedrichswerderschen Friedhof w Berlinie, gdzie znajdują się groby wielu artystów i polityków.

## Publikacje
- Albert Geyer, Die historischen Wohnräume im Berliner Schloss, Deutscher Kunstverlag, Berlin, 1926
- Albert Geyer, Geschichte des Schlosses zu Berlin - Bd. 1., Die kurfürstliche Zeit bis zum Jahre 1698, Nicolai, Berlin, 1993 (reprint wydania oryginalnego z 1936), ISBN 3-87584-480-7
- Albert Geyer, Geschichte des Schlosses zu Berlin - Bd. 2., Vom Königsschloss zum Schloss des Kaisers : (1698–1918), Nicolai, Berlin, 1993 (reprint wydania oryginalnego z 1936), ISBN 3-87584-431-9

## Dzieła
- 1887–1888 – przebudowa zamku zamku w Kilonii (niem. Kieler Schlosses)[2]
- 1888–1889 – rozbudowa mauzoleum w parku przy pałacu Charlottenburg (Berlin) po śmierci cesarza Wilhelma I w 1888
- 1891–1905 – przebudowy zamku miejskiego w Berlinie[3] (razem z Ernstem von Ihne)
- 1892 – przebudowa pałacyku myśliwskiego Glienicke[1]
- 1905–1909 – przebudowa zamku w Neustrelitz
- 1910–1913 – przebudowa zamku Babelsberg w Poczdamie
- 1910–1913 – tarasy Jubliläumsterassen przy Nowej Oranżerii w Poczdamie